# 新撰万葉集
『新撰万葉集』（しんせんまんようしゅう）は、私撰の歌集。2巻1冊または2冊。菅原道真撰と伝えられるが未詳であり、下巻は少なくとも序文や漢詩は後人の追補である。
上巻には寛平5年（893年）9月25日、下巻には延喜13年（913年）8月21日の序がある。寛平御時后宮歌合、是貞親王家の歌合中の歌その他242首を真名で書き、左傍に七言絶句を配する。
上巻は四季、恋、下巻は四季、恋、女郎花（女郎花は載せない本がある）。万葉集から古今和歌集までの間の唯一の撰集。